# Păpădie

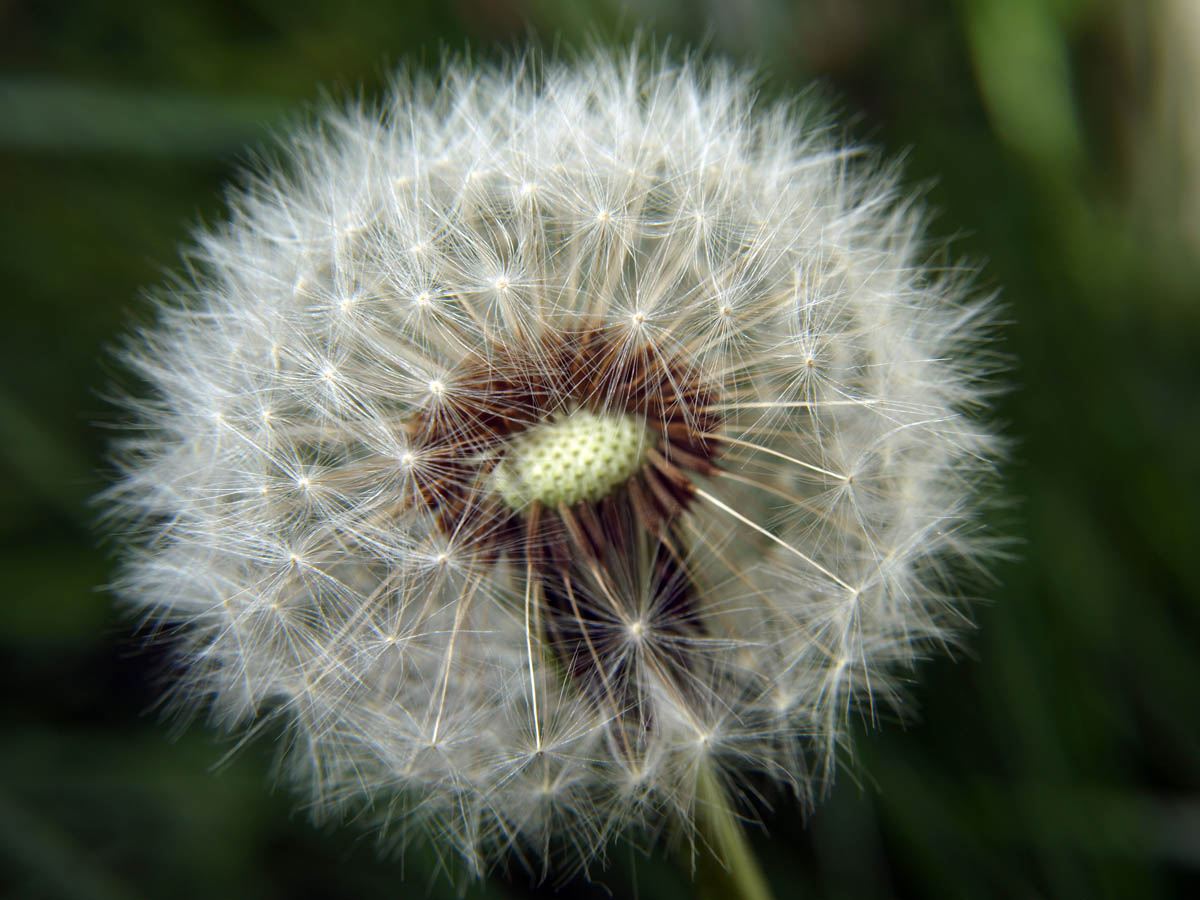
Păpădie.

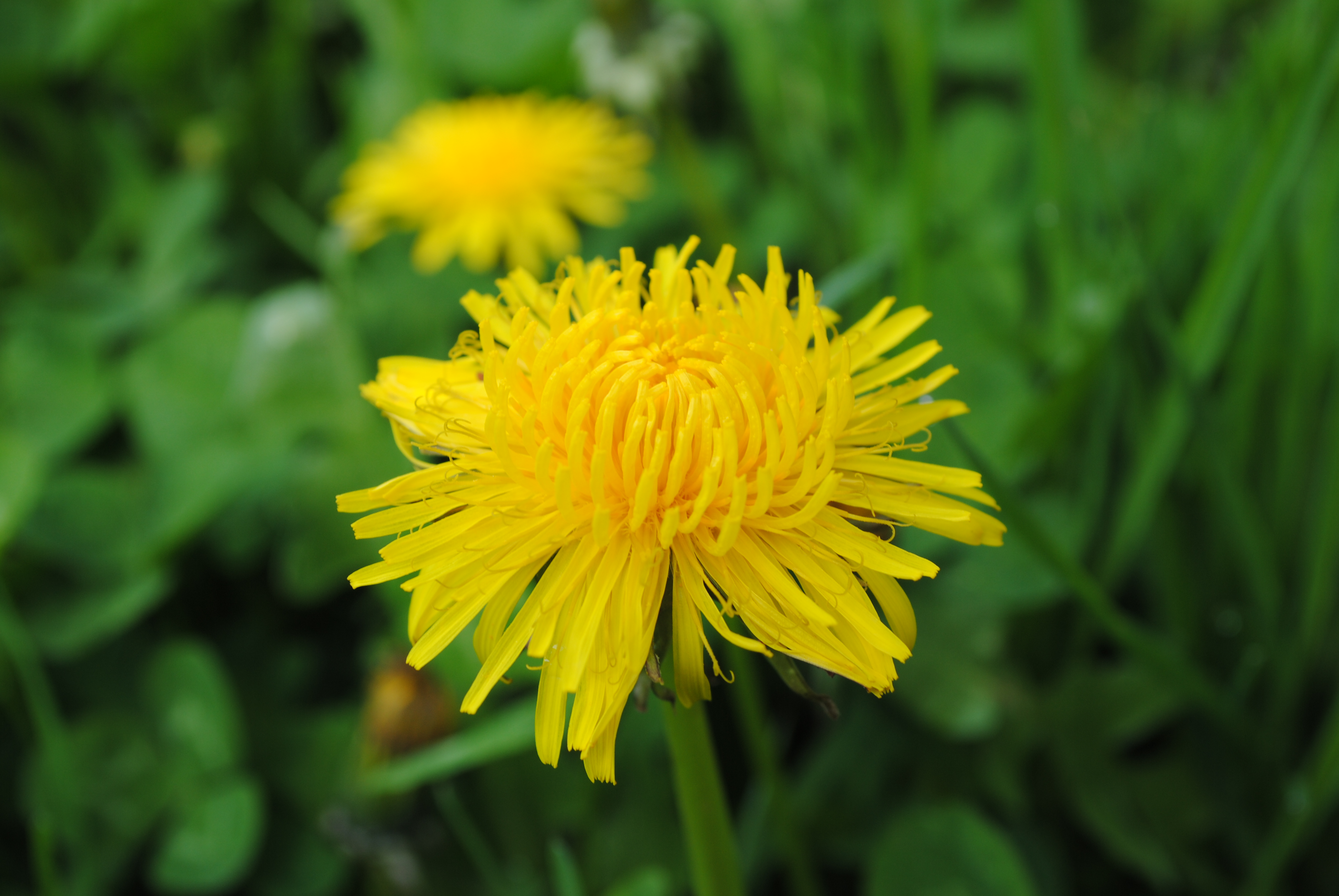
Păpădie: Imagine de aproape

Păpădia (Taraxacum officinale) este o plantă erbacee din familia compozitelor, cu frunze lungi, crestate și cu flori galbene grupate în capitule. Mai este numită și buhă, bășina porcului, cicoare, crestățea, lăptucă, lilicea, mâță, papalungă, pilug, turci, curu-găinii, floarea-broaștei, floarea-găinii, floarea-mălaiului, floarea-sorului, floarea-turcului, flori-galbene, gălbinele-grase, gușa-găinii, ouăle-găinilor, papa-găinii, părăsita-găinilor sau pui-de-gâscă.

## Răspândire
Păpădia este găsită pretutindeni, unde se află vegetație, de la câmpie până în zona subalpină, prin locuri necultivate și pe marginile drumurilor. Ea nu crește în locuri umbroase, ci în locuri cu soare.

## Utilizare
Rădăcina de păpădie se poate folosi sub formă de decoct în afecțiuni hepato-biliare, iar părțile aeriene intră în compoziția ceaiurilor depurative, dietetice și gastrice. Primăvara se poate face un sirop care are un gust foarte bun care este benefic pentru sănătate după iarnă. Păpădia conține vitamine, minerale și oligoelemente, frunzele de păpădie proaspete se folosesc sub formă de salate.

## Tratamente naturale pe baza de păpădie
Păpădia reprezintă o plantă medicinală apreciată pentru proprietățile ei terapeutice: curăță organismul, stimulează activitatea ficatului, vindecă diabetul. Rădăcinile de păpădie sunt considerate un remediu natural în tratamentul unor variate afecțiuni datorită acțiunii acestora asupra organismului: depurativă, sudorifică, diuretică, stimulatorie, fiind utilizate și ca tratament cosmetic pentru un ten mai luminos.
Păpădia ajută și la vindecarea: anemiei, acneei, celulitei, varicei, reumatismului, hemoroizilor, fermentațiilor intestinale, tulburărilor de metabolism, eczemelor, inflamației ganglionilor, gutei, litiazei biliare, litiazei renale.
Salata de frunze proaspete de păpădie curăță organismul de toxine. Decoctul de păpădie se recomandă în afecțiunile circulatorii, hepatice, renale, gută, obezitate, diabet. Din acest decoct se beau zilnic, două-trei căni pentru rezultate eficiente.